# Лодениус, Анна-Лена
Элси Анна-Лена Лодениус (швед. Elsie Anna-Lena Lodenius; род. 30 июня 1958, Норртелье, Стокгольм) — шведская журналистка, писательница и лектор. Она наиболее известна своими исследованиями независимых и экстремальных националистических движений. Она опубликовала ряд статей в таких шведских печатных изданиях, как Expressen, Aftonbladet, Svenska Dagbladet, Dagens Nyheter, Ordfront, Månadsjournalen и Arena.
Лодениус была выбрана исследователем и репортёром для следственных телевизионных программ, таких как Kalla fakta на TV4 и Striptease на SVT. Она также участвовала в ряде теле- и радиопрограмм, среди которых Mosaik и UR-akademin.
В 2003—2004 годах Лодениус работала в международном центре им. Улофа Пальме (швед. Olof Palmes Internationella Centrum) в рамках информационного проекта под названием «Глобальное Уважение» («Global Respekt»), который, в частности, состоял из учебного кружка в интернете.